# Ara Abrahamian
Pour les articles homonymes, voir Abrahamian.
Ara Abrahamian (né le 25 juillet 1975 à Leninakan) est un spécialiste suédois d'origine arménienne de la lutte gréco-romaine.
Ara Abrahamian concourt sous les couleurs arméniennes, jusqu'en 1999, puis il prend la nationalité suédoise. Combattant dans la catégorie des moins de 84 kg, il décroche à deux reprises le titre de champion du monde en 2001 et 2002. Médaillé d'argent lors des Jeux olympiques de 2004, il se rend à Pékin dans le but d'y décrocher l'or. Vaincu en demi-finale par le futur champion olympique italien Andrea Minguzzi sur une décision litigieuse, le Suédois, dégoûté, dépose sa médaille de bronze au centre du tapis de lutte lors de la cérémonie de remise des médailles et quitte la scène en brandissant le poing droit. Il annonce dans le foulée la fin de sa carrière. Le 17 août 2008, le CIO annonce qu'il disqualifie le lutteur suédois et lui retire sa troisième place, qui ne sera pas ré-attribuée. La fédération internationale de lutte a également retiré à Ara Abrahamian sa médaille et l'a exclu des Jeux pour violation de l'esprit olympique.

## Palmarès

### Jeux olympiques
- Jeux olympiques d'été de 2004 à Athènes (Grèce) :
  -  Médaille d'argent en moins de 84 kg.
- Jeux olympiques d'été de 2008 à Pékin (Chine) :
  - Disqualifié en moins de 84 kg.

### Championnats du Monde
- Championnats du monde de lutte de 2001 à Patras (Grèce) :
  -  Médaille d'or en moins de 76 kg.
- Championnats du monde de lutte de 2002 à Moscou (Russie) :
  -  Médaille d'or en moins de 84 kg.
- Championnats du monde de lutte de 2003 à Créteil (France) :
  -  Médaille d'argent en moins de 84 kg.

### Championnats d'Europe
- Championnats d'Europe de lutte de 2002 à Istanbul (Turquie) :
  -  Médaille d'argent en moins de 76 kg.
- Championnats d'Europe de lutte de 2002 à Seinäjoki (Finlande) :
  -  Médaille d'argent en moins de 84 kg.
- Championnats d'Europe de lutte de 2008 à Tampere (Finlande) :
  -  Médaille de bronze en moins de 84 kg.